# Dicranophorus forcipatus
Dicranophorus forcipatus is een raderdiertjessoort uit de familie Dicranophoridae. De wetenschappelijke naam van deze soort is voor het eerst geldig gepubliceerd in 1786 door Müller.